# دوغلاس أ. مارتن
دوغلاس أ. مارتن (بالإنجليزية: Douglas A. Martin)‏ (29 سبتمبر 1973)؛ روائي أمريكي.